# Mikó-kert
Koordináták: é. sz. 46° 45′ 53″, k. h. 23° 34′ 52″46.764722°N 23.581111°E

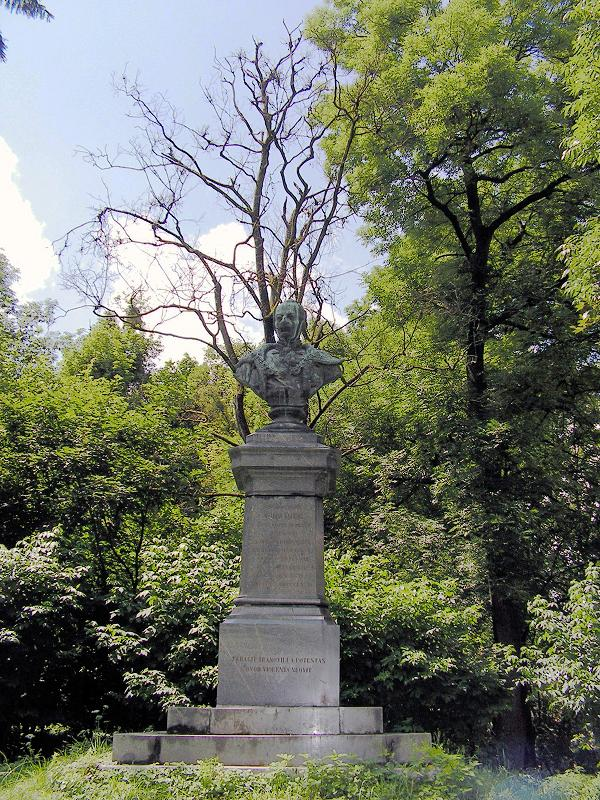
Mikó Imre szobra a Mikó-kertben

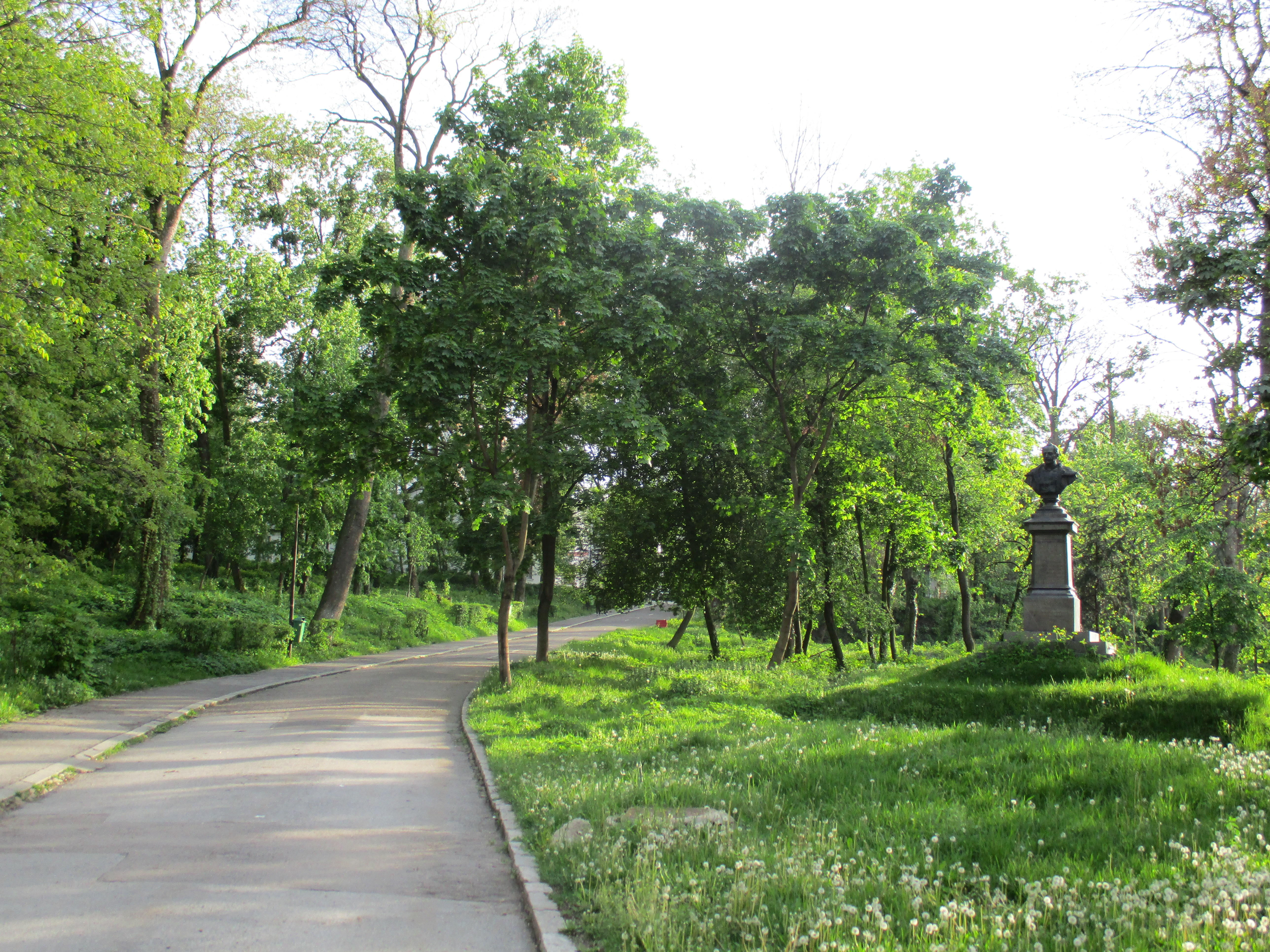
A Mikó-kert bejárata

A kolozsvári Mikó-kert gróf Mikó Imre nyaralójának a tizenkét holdas kertje volt, amelyet 1859-ben az Erdélyi Múzeum-Egyesületnek (EME) adományozott. Ma itt található a Babeș–Bolyai Tudományegyetemhez (BBTE) tartozó Állattani Múzeum.

## Története
A kert első igazgatója (akkori szóhasználattal őre) Brassai Sámuel volt. 1872-ben az EME a kertet ötven évre átadta az egyetemnek, azzal a kikötéssel, hogy „az egyetem a kert parkszerűen mivelt részében jelenleg meglévő arboretumot és fruticetumot, amely csaknem teljes számmal tartalmazza Erdély valamennyi élő fáit és cserjéit, elpusztulni nem hagyja.” 1872-ben alapították az egyetem Állattani és Összehasonlító-Anatómiai Intézetét, amely a görög stílusú nyaralóban kapott helyet. Vezetője alapítástól 1890-ig dr. Entz Géza volt.
1873 és 1896 között Kanitz Ágost vezetése alatt a kertben hideg- és melegház létesült. Kapcsolatban állt a wrocławi, lipcsei, firenzei, pisai, bonni, berlini, marburgi, lembergi és budapesti botanikus kertekkel. 1884. október 31-én Trefort Ágoston vallás- és közoktatásügyi miniszter jelenlétében avatták fel az egyetem új Vegytani Intézetének épületét a Mikó-kertben. Ebben az épületben volt először Kolozsvárott elektromos világítás és elektromos vetítőlámpa-berendezés.
1889. június 10-én leplezték le az Erdélyi Múzeum-Egyesület által állított Mikó Imre-mellszobrot, Vay Miklós alkotását. 1896 és 1900 között Istvánffi Gyula volt az igazgató. Az ő idejében épült a vízvezeték-hálózat, a három vízmedence, a hatalmas sziklakert. 1900 és 1904 között Richter Aladár igazgatása alatt létesült a növénytani múzeum és az egyetem általános növénytani intézete. A kert terjeszkedési lehetőségeit beszűkítette, hogy 1897–1902 között megépítették az egyetemi klinikák épületeit.
Az 1960-as évek elején a kertbe diákotthonokat építettek.

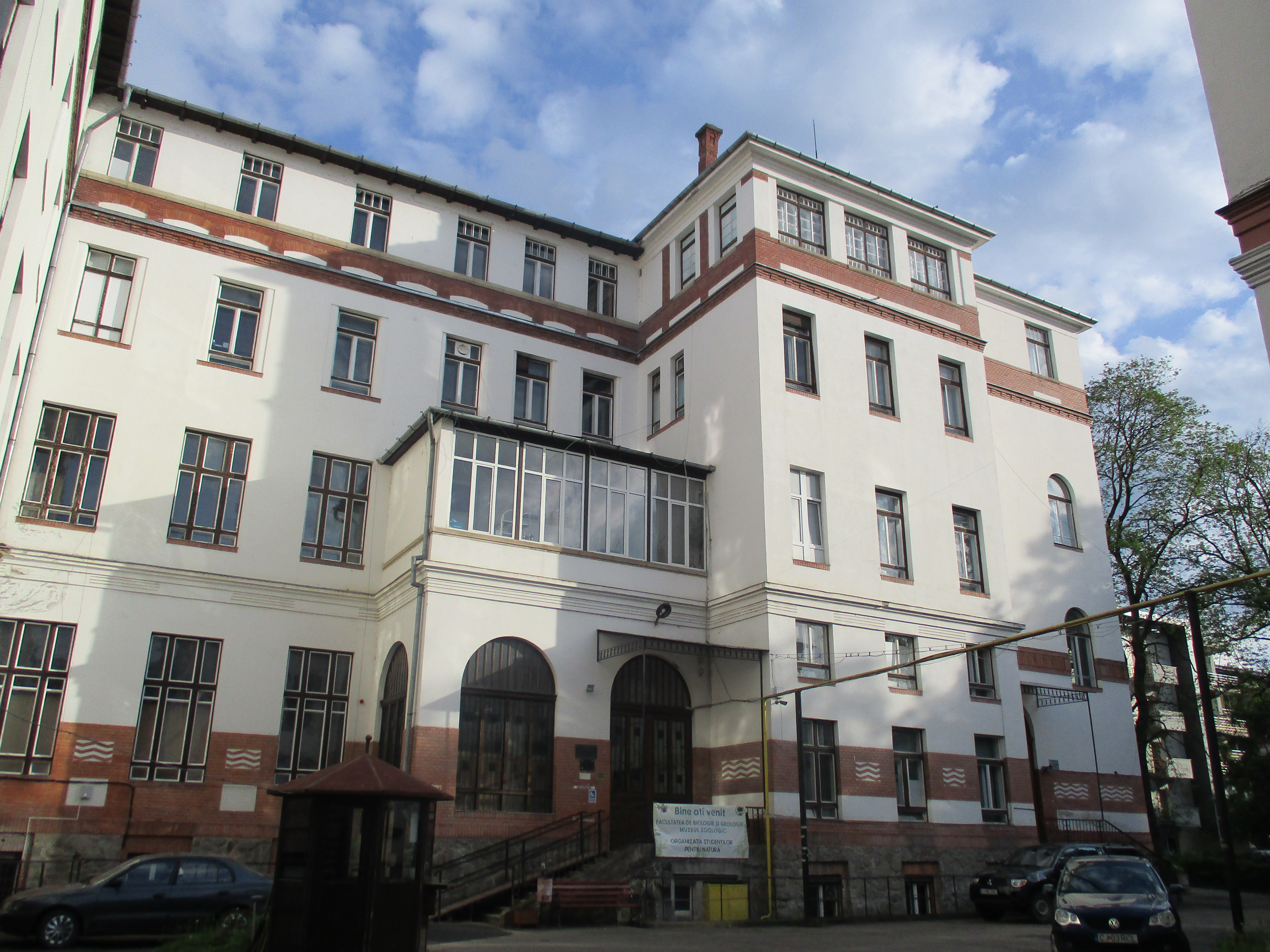
Az Állattani Múzeum épülete
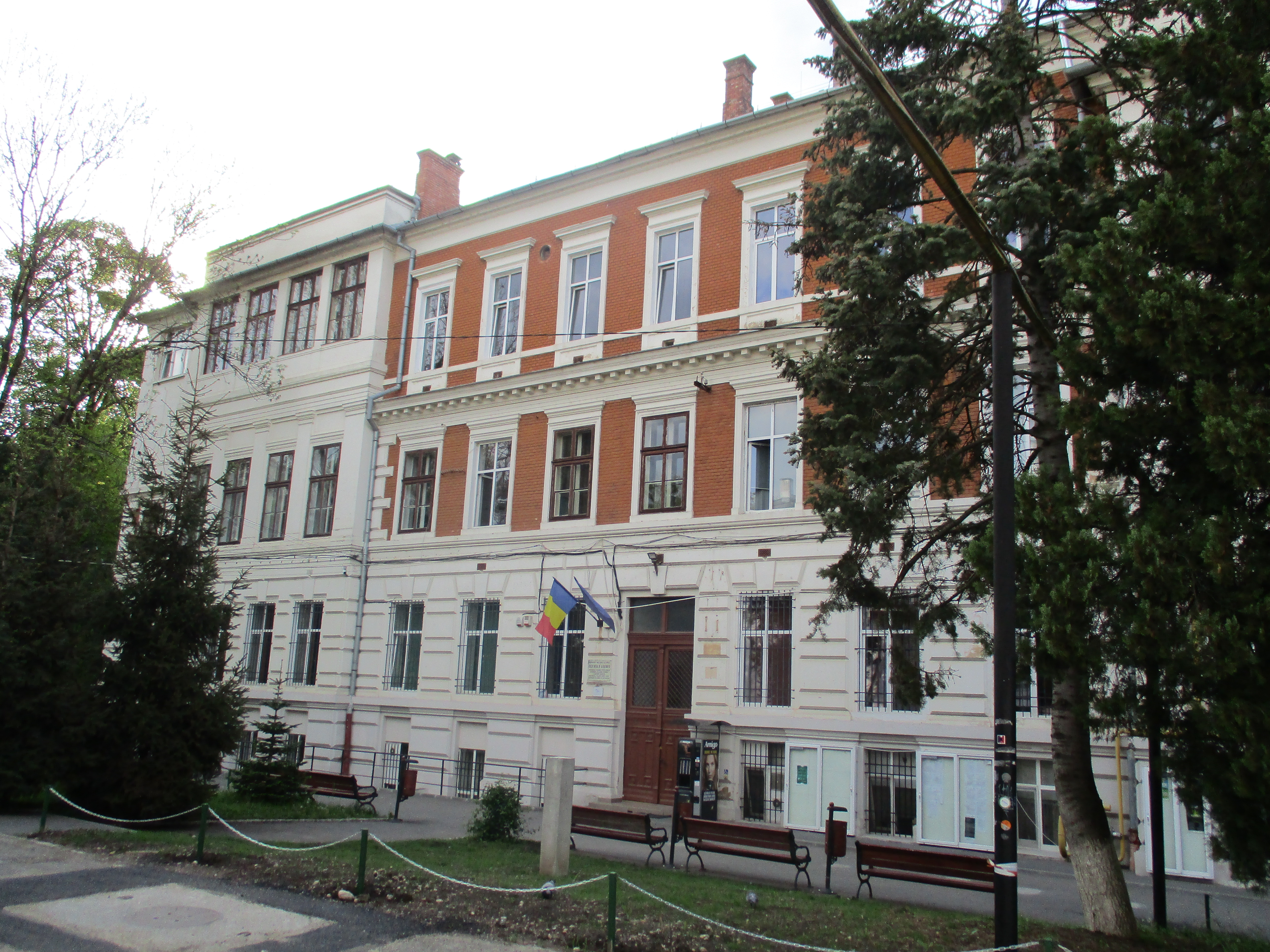
A Földrajz Kar épülete